# Santo Domingo (Albay)
Santo Domingo (Bayan ng Santo Domingo) är en kommun i Filippinerna. Kommunen ligger på ön Luzon, och tillhör provinsen Albay. Folkmängden uppgår till 34 967 invånare (folkräkning 2015).

## Barangayer
Santo Domingo är indelat i 23 barangayer.
| - Alimsog - Buhatan - Calayucay - Fidel Surtida - Lidong - Bagong San Roque - San Juan Pob. (Bgy. 2) - Santo Domingo Pob. (Bgy. 4) - San Pedro Pob. (Bgy. 5) - San Vicente Pob. (Bgy. 6) - San Rafael Pob. (Bgy. 7) - Del Rosario Pob. (Bgy. 3) | - San Francisco Pob. (Bgy 1) - Nagsiya Pob. (Bgy. 8) - Salvacion - San Andres - San Fernando - San Isidro - San Roque - Santa Misericordia - Santo Niño - Market Site Pob. (Bgy. 9) - Pandayan Pob. (Bgy. 10) |